# 弗兰克·默勒
弗兰克·默勒（德語：Frank Möller，1970年9月8日—），德国男子柔道运动员。他曾代表德国参加1996年和2000年夏季奥林匹克运动会柔道比赛，其中1996年奥运会获得一枚铜牌。